# Onthophagus pseudohystrix
Onthophagus pseudohystrix là một loài bọ cánh cứng trong họ Bọ hung (Scarabaeidae).